# Burmastraße

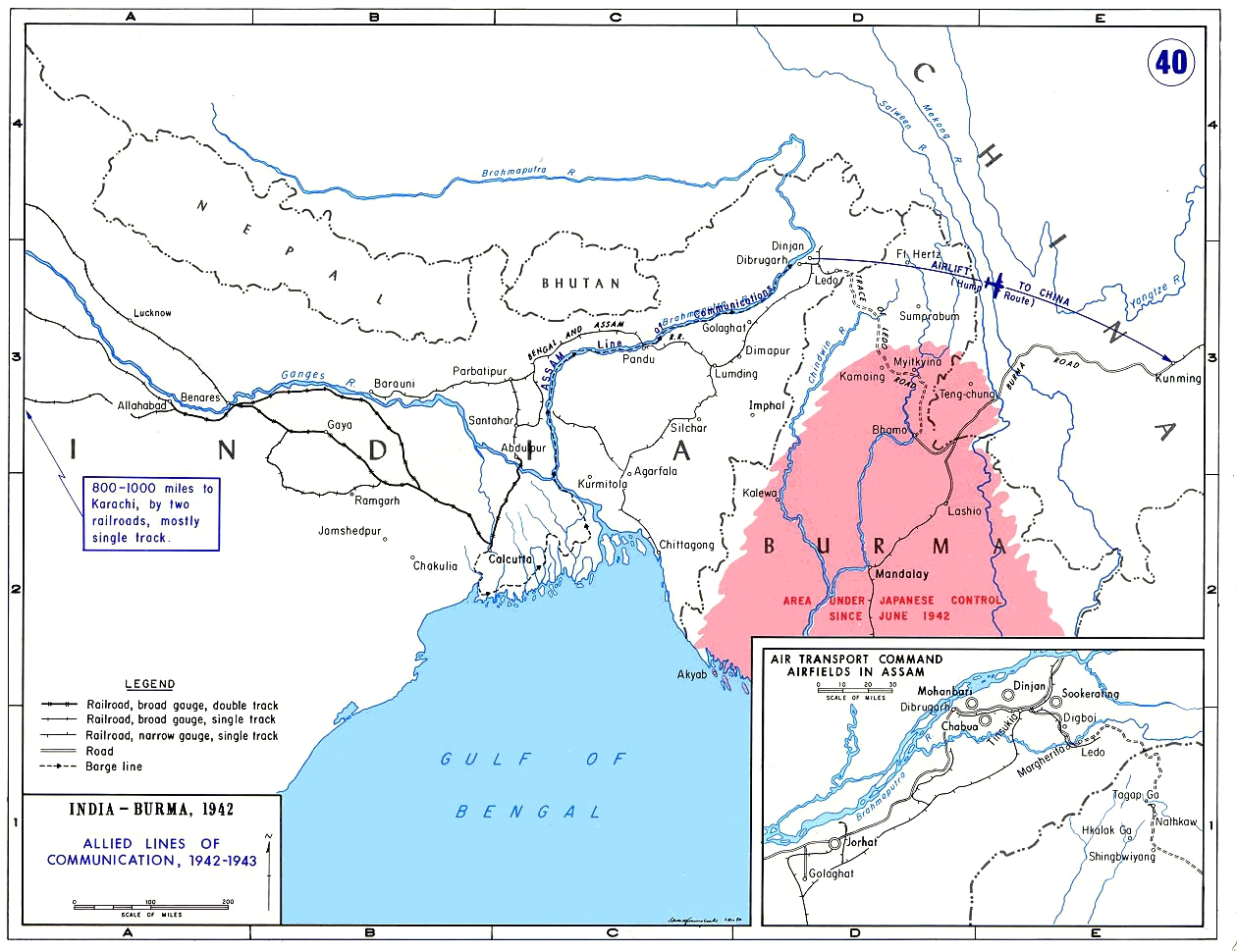
Verlauf der Burmastraße zwischen Lashio und Kunming im Zweiten Weltkrieg. Die Burmastraße befindet sich in den Planquadraten D2 bis E3

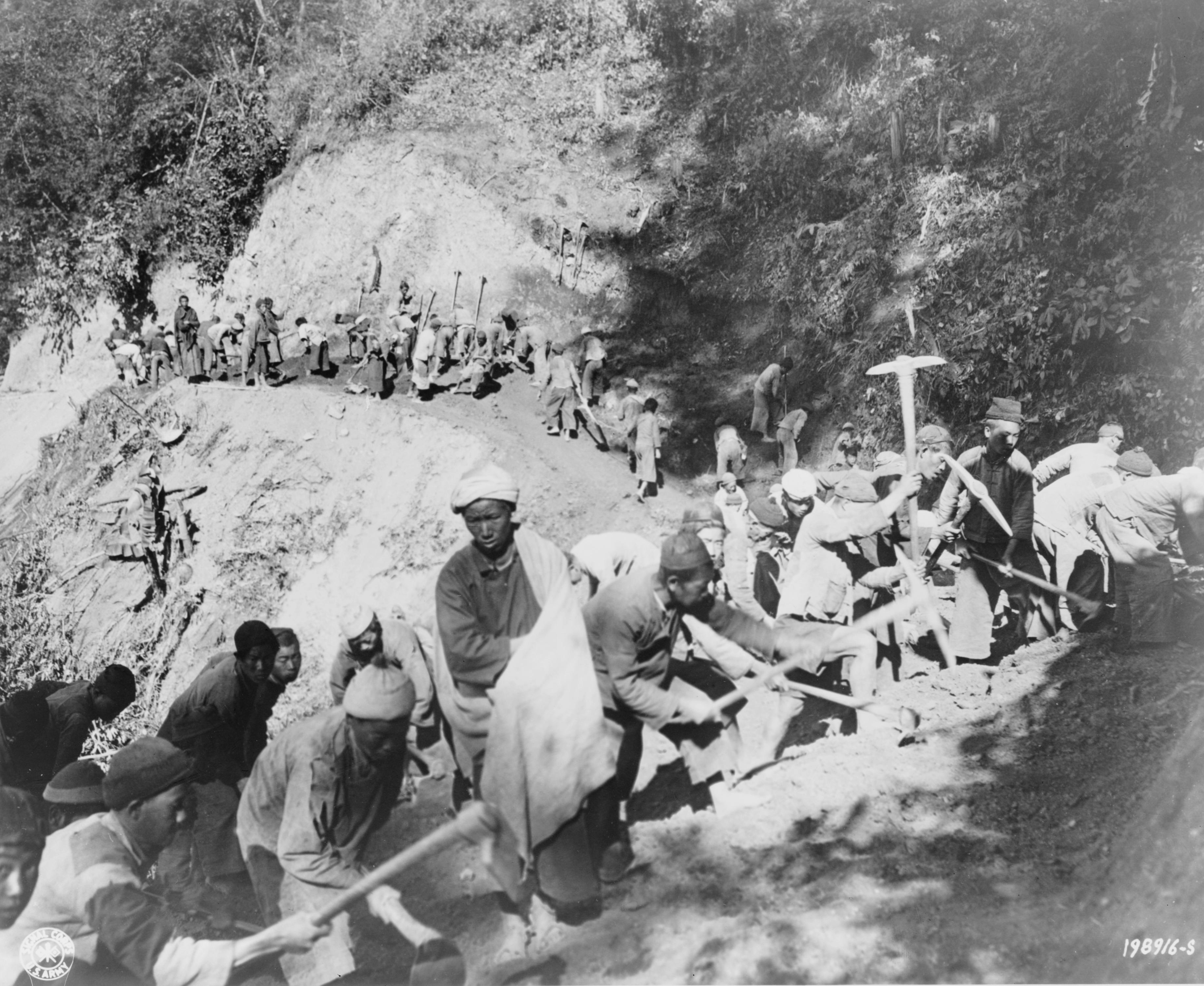
Arbeiter beim Bau der Burmastraße

Die Burmastraße (auch Birmastraße) (滇缅公路) ist für den modernen Verkehr der einzige Verkehrsweg zwischen Birma, dem heutigen Myanmar, und der Volksrepublik China. Die Birmastraße war während des Pazifikkriegs eine wichtige Verbindung der Republik China zum Meer. Als sie erbaut wurde, war Birma eine britische Kolonie. Zu dieser Zeit war die wirtschaftliche Zukunft Chinas vor allem von der Rohstofflieferung aus den Kolonien Großbritanniens und Frankreichs abhängig. Um die chinesischen Truppen vom Nachschub abzuschneiden, wurde die Birmastraße oft von Feinden, wie der japanischen Armee, belagert und gesperrt.
Heute erstreckt sich von Rangun bis Lashio eine Eisenbahnstrecke, es schließt sich eine Autostraße über Kunming nach Chongqing an, die 1939 eröffnet wurde.
Die Straße ist 1154 km lang und windet sich durch sehr unwegsames, bergiges Terrain. Die Teilstrecke zwischen Kunming und der burmesischen Grenze wurde zwischen 1937 und 1938 während des Zweiten Japanisch-Chinesischen Kriegs von etwa 200.000 chinesischen Arbeitern erbaut. Vor dem Kriegseintritt Japans gegen die Briten diente die Burmastraße zum Transport von Nachschub aller Art nach China. Unter massivem diplomatischem Druck der Japaner schlossen die Briten die Burmastraße am 17. April 1940. Doch nachdem trotz weiterer diplomatischer Bemühungen die Japaner nicht zu Friedensverhandlungen mit den Chinesen zu bewegen waren, öffneten sie den Nachschubweg wieder am 17. Oktober desselben Jahres. 1942 überrannten die Japaner die Briten in Birma, so dass eine Versorgung der nationalchinesischen Truppen Chiang Kai-sheks nur noch auf dem Luftweg möglich war (→ The Hump).
Unter britischem Kommando eroberten indische, britische und amerikanische Einheiten Nordbirma zurück. Dort erbauten sie eine neue Straße, die Ledo Road, die von Ledo, Assam durch Myitkyina die Birmastraße bei Wandingzhen in Yunnan, China, erreichte. Die ersten LKW erreichten die chinesische Grenze über diesen Weg am 28. Januar 1945.